# Буревестник (Акмолинская область)
Буревестник (каз. Буревестник) — село в Егиндыкольском районе Акмолинской области Казахстана, образует административно-территориальную единицу «Село Буревестник». 
- Код КАТО — 114441100[3].
- Код КАТО административной единицы — 114441000[4].

Основано в 1954 году в связи с освоением целинных и залежных земель.

## География
Село расположено в 25 км на восток от районного центра села Егиндыколь.

## Население
В 1989 году население села составляло 1273 человека (из них русских 33%, казахов 25%).
В 1999 году население села составляло 562 человека (279 мужчин и 283 женщины). По данным переписи 2009 года, в селе проживало 227 человек (119 мужчин и 108 женщин).
| Численность населения | Численность населения | Численность населения |
| 1989                  | 1999                  | 2009                  |
| --------------------- | --------------------- | --------------------- |
| 1273                  | ↘562                  | ↘227                  |